# Roiglise
Roiglise (picardisch: Roéglise) ist eine nordfranzösische Gemeinde mit 153 Einwohnern (Stand 1. Januar 2022) im Département Somme in der Region Hauts-de-France. Die Gemeinde liegt im Arrondissement Montdidier, ist Teil der Communauté de communes du Grand Roye und gehört zum Kanton Roye.

## Geographie
Die Gemeinde liegt rund 3 km südöstlich von Roye an der Avre und der Départementsstraße D934 nach Noyon.

## Geschichte
Die Gemeinde erhielt als Auszeichnung das Croix de guerre 1914–1918.

## Einwohner
| 1962 | 1968 | 1975 | 1982 | 1990 | 1999 | 2006 | 2010 |
| ---- | ---- | ---- | ---- | ---- | ---- | ---- | ---- |
| 133  | 140  | 130  | 140  | 144  | 162  | 171  | 174  |

## Verwaltung
Bürgermeister (maire) ist seit 2008 Bénédicte Thiébaut.